# Fernand de Montigny
Fernand Alphonse Marie Frédéric de Montigny (ur. 5 stycznia 1885 w Anzegem, zm. 2 stycznia 1974 w Antwerpii) – belgijski szermierz i hokeista na trawie, wielokrotny medalista olimpijski oraz wicemistrz świata w szermierce.

## Kariera
Wystąpił na olimpiadzie letniej w Atenach w 1906, gdzie zdobył brązowy medal w szpadzie drużynowej. Dwa lata później, na igrzyskach olimpijskich w Londynie wraz z drużyną zdobył brązowy medal w tej samej konkurencji, a indywidualnie odpadł w drugiej rundzie. Podczas igrzysk w Sztokholmie w 1912 roku wystąpił w szpadzie indywidualnej i florecie indywidualnym, w obu przypadkach odpadając w ćwierćfinałach. Następnie wystartował na igrzyskach olimpijskich w Antwerpii w 1920 roku, gdzie zdobył brązowy medal w hokeju na trawie. Zajął tam również szóste miejsce we florecie indywidualnym i drużynowym, a w szpadzie indywidualnej dotarł do półfinałów. Brał też udział w igrzyskach olimpijskich w Paryżu w 1924 roku, gdzie zdobył dwa medale. Najpierw Belgowie w składzie: Désiré Beaurain, Charles Crahay, Fernand de Montigny, Maurice Van Damme, Marcel Berré i Albert De Roocker zdobyli srebrny medal we florecie drużynowym. Następnie razem z Charlesem Delporte, Josephem De Craeckerem, Léonem Tomem, Paulem Anspachem i Ernestem Geversem był też drugi w szpadzie drużynowej.
Podczas mistrzostw świata w Ostendzie w 1926 roku (oficjalnie imprezy tego cyklu rozgrywane są pod tą nazwą od 1937) wywalczył srebrny medal w szpadzie indywidualnej, przegrywając tylko z Francuzem Georgesem Tainturierem.
Fernand de Montigny zaprojektował Olympisch Stadion w Antwerpii.